# Trai Hume
Trai Hume, né le 18 mars 2002 à Ballymena en Irlande du Nord, est un footballeur international nord-irlandais. Il évolue au poste d'arrière droit au Sunderland AFC.

## Biographie

### En club
Né à Ballymena en Irlande du Nord, Trai Hume est formé par le club de sa ville natale, le Ballymena United avant de rejoindre le Linfield FC. Il joue son premier match en professionnel le 23 avril 2019 contre le Cliftonville FC. Il entre en jeu et son équipe l'emporte par cinq buts à zéro.
Le 4 janvier 2022, Trai Hume s'engage en faveur de Sunderland AFC pour un contrat de quatre ans et demi,. Il joue son premier match sous ses nouvelles couleurs le 8 février 2022, lors d'une rencontre de championnat face au Cheltenham Town. Il est titularisé et son équipe s'incline par deux buts à un.

### En sélection
Trai Hume représente l'équipe d'Irlande du Nord des moins de 17 ans, pour un total de cinq matchs joués entre 2018 et 2019. Il fait sa première apparition avec cette sélection le 9 août 2018 contre la Finlande lors d'un match amical perdu par son équipe (1-3 score final).
Il compte également cinq sélections avec les moins de 19 ans, toutes obtenues en 2019.
En mars 2022, Trai Hume est convoqué pour la première fois avec l'équipe nationale d'Irlande du Nord par le sélectionneur Ian Baraclough. Hume honore sa première sélection le 29 mars 2022, contre la Hongrie. Il entre en jeu à la place de Daniel Ballard lors de cette rencontre perdue par les siens sur le score de un but à zéro,.